# Delia saxatilis
Delia saxatilis är en tvåvingeart som beskrevs av Griffiths 1991. Delia saxatilis ingår i släktet Delia och familjen blomsterflugor.
Artens utbredningsområde är Colorado. Inga underarter finns listade i Catalogue of Life.